# Binuangan
Binuangan é um município de  sexta classe de renda municipal (d) na província Misamis Oriental, nas Filipinas. De acordo com o censo de 1 de maio  de  2020 possui uma população de 7 441 pessoas e 1 789 domicílios.